# Pterophthinus
Pterophthinus is een geslacht van kevers uit de familie bladkevers (Chrysomelidae).
De wetenschappelijke naam van het geslacht werd in 1963 gepubliceerd door Gressitt & Kimoto.

## Soorten
- Pterophthinus viridipennis (Gressitt & Kimoto, 1963)